# غاسبار روبيو
غاسبار روبيو (بالإسبانية: Gaspar Rubio)‏ (14 ديسمبر 1907 في إسبانيا - 3 يناير 1983 بمدينة مكسيكو في إسبانيا) هو مدرب كرة قدم ولاعب كرة قدم إسباني في مركز الهجوم. لعب مع ريال مدريد وريال مورسيا ونادي غرناطة ونادي ليفانتي.

## وصلات خارجية
- غاسبار روبيو على موقع قاعدة بيانات كرة القدم.إي يو (الإنجليزية)
- غاسبار روبيو على موقع ناشيونال فوتبول تيمز (الإنجليزية)